# Neutral Gewerkschaft Lëtzebuerg
Die Neutral Gewerkschaft Lëtzebuerg, kurz NGL-SNEP, ist eine Gewerkschaft für sämtliche Arbeitnehmer. Die Gewerkschaft besteht seit 2008 und ist aus den fusionierten Gewerkschaften NGL (Gründung 1946) und SNEP (Gründung 1990) entstanden.

## Geschichte
Die Gewerkschaft steht keiner politischen Partei nahe, ist deshalb also neutral. Ihr Vorsitzender ist Jean-Claude Poos. Auch auf politischem Niveau meldet sich die Gewerkschaft zu Wort, jedoch ohne Mandat in der Gewerkschaftskammer und ohne Mitspracherecht in der Tripartite.
Der Sitz der Gewerkschaft befindet sich in Ehlingen.
Bei den Sozialwahlen am 13. November 2013 konnte die Gewerkschaft kein Mandat erringen. In allen neun Gruppen lag die Gewerkschaft stets hinter OGBL und LCGB, den beiden größten Gewerkschaften Luxemburgs.